# محمد اکرم

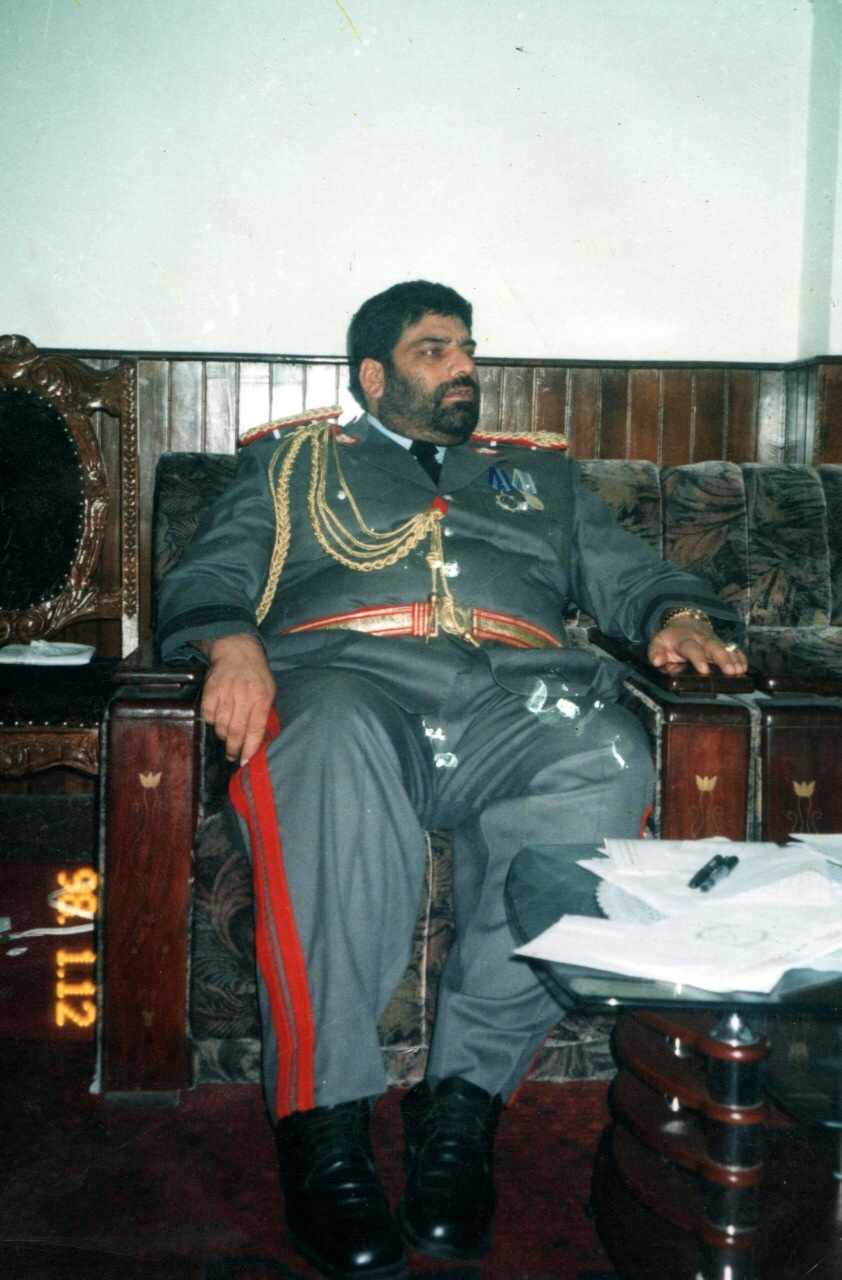
سرلشکر محمد اکرم خاکریزوال

محمد اکرم «خاکریزوال» (پشتو: جنرال محمد اکرم خاکریزوال) از فرماندهان ارتش افغانستان بود. در دوران حکومت کمونیستی او فرمانده کل نیروهای جنوب بود. او در سال ۲۰۰۵ در یک بمبگذاری انتحاری در مسجد قندهار کشته شد. در هنگام مرگ وی رئیس پلیس کابل بود و به‌طور گسترده به دلیل بسط امنیت در افغانستان ستوده می‌شد.

## زندگی‌نامه
ژنرال محمد اکرم در سال ۱۹۶۲ در منطقه خاکریزوال قندهار، در قبیله به دنیا آمد. او در سال (۲۰۰۱) فرمانده قندهار و از (۲۰۰۲) تا (۲۰۰۳) فرمانده کابل و از (۲۰۰۳) تا (۲۰۰۵) فرمانده‌استان مزار شریف بود. «ژنرال محمد اکرم» رهبر قبیله الکوزای در قندهار بود. وی سپس به عنوان معاون وزیر دفاع جمهوری اسلامی افغانستان مشغول به کار شد. پیش از انتصاب به این سمت در سال ۲۰۰۸، ژنرال اکرم به عنوان رئیس اداره دفاع و امنیت و رئیس دفتر رئیس جمهور و وزیر دفاع افغانستان بود. هم‌چنین وی مسئول تولید اردوی ملی افغانستان و مؤسسه وزرا سیستم‌ها و منبع نیروی ساخت و قابلیت ظرفیت پایدار بود.